# Иван Сапунджиев
Иван Христов Сапунджиев е български офицер, генерал-майор, инспектор на артилерията (1942) и началник на Военното на Негово Величество училище (1942 – 1944).

## Биография
Иван Сапунджиев е роден 20 юни 1892 година в Ново село. През 1915 година завършва Военното на Негово Величество училище и на 25 август е произведен в чин подпоручик. Служи в 3-ти гаубичен полк, 2-ро планинско артилерийско отделение и 1-во планинско артилерийско отделение. През 1928 г. е назначен на служба във 2-ри армейски артилерийски полк, още на следващата година е командир на батарея в 1-ви армейски артилерийски полк. През 1930 г. е назначен за домакин на 1-ви армейски артилерийски полк като от 15 май с.г. е майор, от следващата година е домакин на 2-ри армейски артилерийски полк, а през 1933 г. е назначен за инструктор на артилерийската част на Военното училище
На 26 август 1934 г. е произведен в чин подполковник, през 1936 г. поема командването на 6-и дивизионен артилерийски полк, на 3 октомври 1938 г. е произведен в чин полковник и през 1939 г. е назначен за командир на 1-ви армейски артилерийски полк. През 1940 г. е назначен за началник на артилерийския отдел в Щаба на четвърта армия, а през 1942 година поема за кратко най-висшата длъжност в артилерията – инспектор на артилерията. По-късно същата година е назначен за началник на Военното на Негово Величество училище. През 1944 г. е уволнен от служба.
Арестуван и съден от Народния съд, но впоследствие оправдан. Умира през 1960 г. в София.

## Военни звания
- Подпоручик (25 август 1915)
- Поручик (30 май 1917)
- Капитан (1 май 1920)
- Майор (15 май 1930)
- Подполковник (26 август 1934)
- Полковник (3 октомври 1938)
- Генерал-майор (6 май 1943)